# Помислище (станція)
Пом́ислище (біл. Памы́слішча) — вузлова залізнична станція Мінського відділення Білоруської залізниці на перетині магістральної лінії Мінськ (Інститут культури) — Барановичі-Поліські та сполучно-з'єднувальних ліній Помислище — Крижовка і Колядичі — Помислище між зупинними пунктами Роща та Птич. Розташована у однойменному агромістечку Помислище Мінського району Мінської області (за 11 км від станції Мінськ-Пасажирський).
До складу станції Помислище входить пасажирський залізничний зупинний пункт Роща. Від станції відгалужується під'їзна колія до транспортно-логістичного центру «Мінськ-БілМитСервіс-2».

## Історія
Станція відкрита 1951 року. 1975 року електрифікована змінним струмом (~25 кВ) в складі дільниці Мінськ — Стовбці.
30 червня 2004 року відкрито рух електрифікованою лінією Помислище — Крижовка (завдожки 20 км), що з'єднала з лінією Мінськ — Молодечно (західний обхід Мінська). Крім основної магістральної залізничної лінії Мінськ — Берестя існує також відгалуження лінії Помислище — Колядичі, що сполучає з лінією Мінськ — Осиповичі I (південний обхід Мінська). Обидва перегони призначені для руху вантажних поїздів з метою розвантаження мінського залізничного вузла.

## Пасажирське сполучення
На станції Помислище зупиняються електропоїзди регіональних ліній до кінцевих станцій Мінськ-Пасажирський (пл. Інститут культури), Барановичі-Поліські та Стовбці. 